# Leptodiaptomus moorei
Leptodiaptomus moorei är en kräftdjursart som först beskrevs av M. S. Wilson 1954.  Leptodiaptomus moorei ingår i släktet Leptodiaptomus och familjen Diaptomidae. Inga underarter finns listade i Catalogue of Life.